# Edward Seaga
Edward Philip George Seaga (Boston, Massachusetts, 28 de mayo de 1930-Miami, Florida, 28 de mayo de 2019) fue un político jamaicano nacido en los Estados Unidos. Fue el primer ministro de Jamaica entre 1980 y 1989.

## Biografía
Seaga nació en Boston de Philip Seaga, un empresario de origen libanés, y Erna Maxwell, de ascendencia europea y africana. La familia regresó a Jamaica cuando Seaga tenía 6 años y luego regresó a los Estados Unidos para estudiar ciencias sociales en Harvard.
Apasionado por la música, Seaga fundó un sello discográfico en Jamaica y contribuyó al desarrollo del ska, género musical precursor del reggae con influencias del jazz y el Rhythm and Blues.
Conservador y alineado con las políticas estadounidenses, Seaga formó parte del Parlamento de Jamaica durante 43 años, el mandato más largo en la historia del país. Fue líder del Partido Laborista de Jamaica y principal oponente de Michael Manley. Hubo una amarga lucha política entre los dos que empujó al cantante Bob Marley a pedir la paz entre los dos durante un concierto en el estadio Nacional de Kingston.
Durante su mandato como primer ministro, Seaga buscó desmantelar los programas socialistas iniciados por su rival, ayudando a la nación a recuperarse del desastre financiero. Consolidó las relaciones con Ronald Reagan y Margaret Thatcher y obligó a romper los vínculos con Cuba, para luego lanzar un vigoroso programa de privatización y desregulación.
Fue el primer jefe de Gobierno extranjero invitado a la Casa Blanca por Reagan y expresó su aprobación de la invasión de Granada en 1983, una operación a la que se opusieron muchos otros países. A pesar de los avances en la estabilización de la economía nacional y la promoción de la cultura y las tradiciones del país, no logró abordar los problemas de los pobres y el desempleo. En 1989 fue derrotado por Manley, quien lo sucedió como primer ministro.
En 2005 Seaga se retiró de la política. En los últimos años de su vida escribió dos libros de memorias y revivió su interés por el folclore jamaicano, que estudió en la Universidad de las Indias Occidentales.